# Puig de Llandrics
Puig de Llandrics är en bergstopp i Spanien.   Den ligger i provinsen Província de Girona och regionen Katalonien, i den östra delen av landet, 500 km öster om huvudstaden Madrid. Toppen på Puig de Llandrics är 1 206 meter över havet, eller 88 meter över den omgivande terrängen. Bredden vid basen är 0,77 km.
Terrängen runt Puig de Llandrics är huvudsakligen lite bergig. Runt Puig de Llandrics är det ganska glesbefolkat, med 39 invånare per kvadratkilometer. Närmaste större samhälle är Olot, 9,0 km öster om Puig de Llandrics. I omgivningarna runt Puig de Llandrics växer i huvudsak blandskog.